# Hans Herwarth von Bittenfeld (Politiker)
Hans Herwarth von Bittenfeld (* 16. September 1887 auf Gut Pätschow, Pommern; † 18. Januar 1970 in Kiel) war ein deutscher Politiker (GB/BHE, später CDU).
Von 1950 bis 1958 war er Vizepräsident des Landtages von Schleswig-Holstein.

## Leben
Vor dem Zweiten Weltkrieg war Herwarth von Bittenfeld Gutsherr auf Stabeshöhe (heute Teil der Gemeinde Boitzenburger Land) in der Uckermark. Nach Kriegsende kam er als Heimatvertriebener nach Kiel. Danker und Lehmann-Himmel charakterisieren ihn in ihrer Studie über das Verhalten und die Einstellungen der Schleswig-Holsteinischen Landtagsabgeordneten und Regierungsmitglieder der Nachkriegszeit in der NS-Zeit als „angepasst / ambivalent“.
Er entstammte dem alten Augsburger Stadtadelsgeschlecht Herwarth von Bittenfeld und war der Sohn des königlich preußischen Generalmajors Hans Herwarth von Bittenfeld (1853–1927) und der Gertrud von Zanthier (1859–1946). Herwarth von Bittenfeld heiratete am 26. Juli 1912 in Prenzlau Minna Wienholz (1884–1963) und hatte drei Töchter.

## Partei
1950 gehörte Herwarth zu den Mitbegründern des Gesamtdeutschen Blocks/Bundes der Heimatvertriebenen und Entrechteten (GB/BHE). Am 9. Juni 1958 verließ Herwarth von Bittenfeld die Vertriebenenpartei und trat am 28. Juli 1958 der CDU bei.

## Abgeordneter
Herwarth war von 1950 bis 1958 Mitglied des Landtages von Schleswig-Holstein. In dieser Zeit war auch Zweiter Vizepräsident des Landtages und Vorsitzender des Landtagsausschusses für Heimatvertriebene. Am 13. Oktober 1950 sprach er sich im Ausschuss für Innere Verwaltung, dem er ebenfalls angehörte, gemeinsam mit Carl-Christian Arfsten (CDU), Heinrich Wolgast (FDP) und Alfred Gille (GB/BHE) für einen sofortigen Entnazifizierungsstopp aus.
Vom 2. März 1954 bis zum Ende der Wahlperiode war er Vorsitzender der GB/BHE-Landtagsfraktion.
Am 9. Juni 1958 verließ er die Fraktion und trat am 28. Juli 1958 in die CDU-Fraktion ein. Hans von Herwarth ist stets über die Landesliste in den Schleswig-Holsteinischen Landtag eingezogen.

## Öffentliche Ämter
Vom 7. August 1951 bis zum 11. Oktober 1954 war Herwarth von Bittenfeld unter Ministerpräsident Friedrich Wilhelm Lübke Parlamentarischer Vertreter des Ministers für Arbeit, Soziales und Vertriebene. Anschließend, vom 29. Oktober 1954 bis zum 11. Oktober 1958, war er unter Ministerpräsident Kai-Uwe von Hassel Parlamentarischer Vertreter des Finanzministers.

## Ehrungen
Er wurde am 16. November 1959 mit dem Bundesverdienstkreuz 1. Klasse ausgezeichnet.